# 海纳·多普
海纳·多普（德語：Heiner Dopp，1956年6月27日—），德国男子曲棍球运动员。他曾代表西德国家队参加1976年、1984年和1988年夏季奥林匹克运动会曲棍球比赛，获得二枚银牌。